# Pierres levées de Stenness
Les pierres levées de Stenness (en anglais : Stenness Standing Stones) sont un monument mégalithique situé dans la principale des îles Orcades, Mainland. Il s'agit d'un Cercle de pierres levées, douze à l'origine, inscrit depuis 1999 sur la liste du patrimoine mondial au sein de l'ensemble appelé « Cœur néolithique des Orcades ». Il s'agit peut-être[réf. nécessaire] le plus ancien henge des îles britanniques. 

## Localisation
Les Orcades sont un archipel situé à quelques kilomètres au nord de l'Écosse, notamment des localités de John o' Groats et Thurso. 
Ce monument est situé dans la partie sud-ouest de Mainland, près de la localité de Stenness, à une dizaine de kilomètres à l'ouest du chef-lieu de council area, Kirkwall.
On trouve plusieurs autres monuments néolithiques[Lesquels ?] (notamment le cairn de Maeshowe) dans le voisinage, ce qui suggère que cette partie de l'île avait une importance particulière[réf. nécessaire].

## Description
Le monument était composé à l'origine de douze pierres, dressées vers 3000 av. J.-C. sur un site de cérémonie[réf. nécessaire]. 
Il n'en subsiste plus que quatre, dont la plus grande culmine à 6 m. 

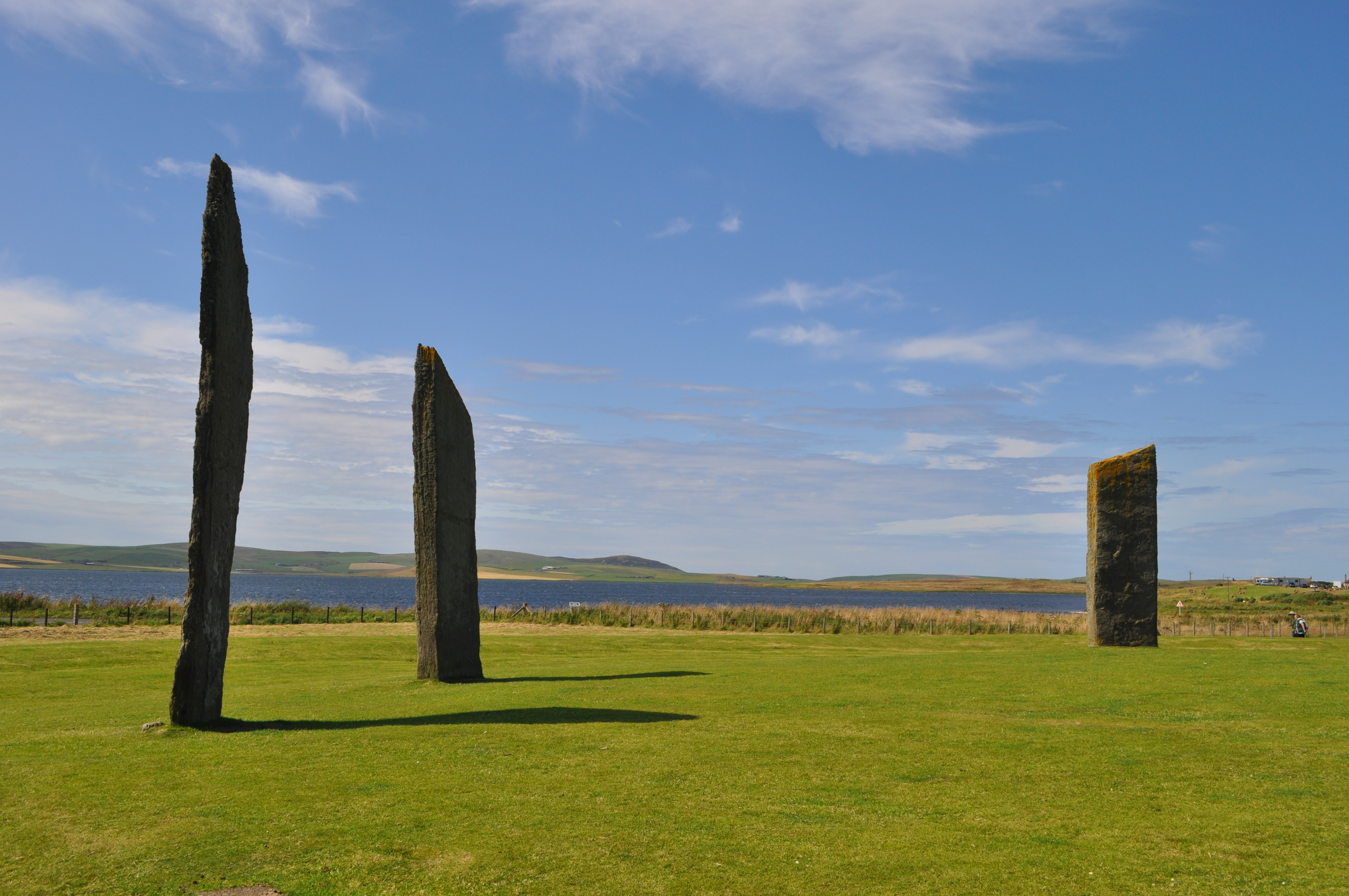
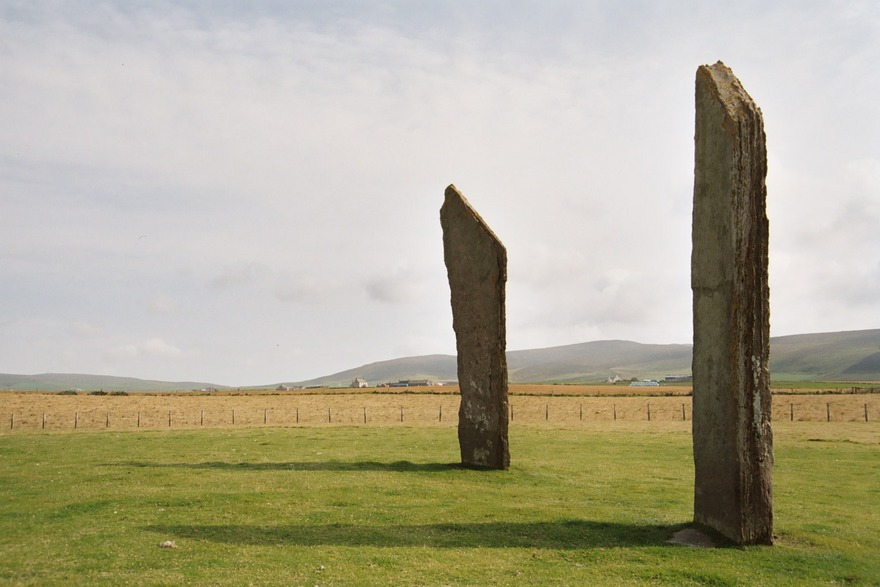
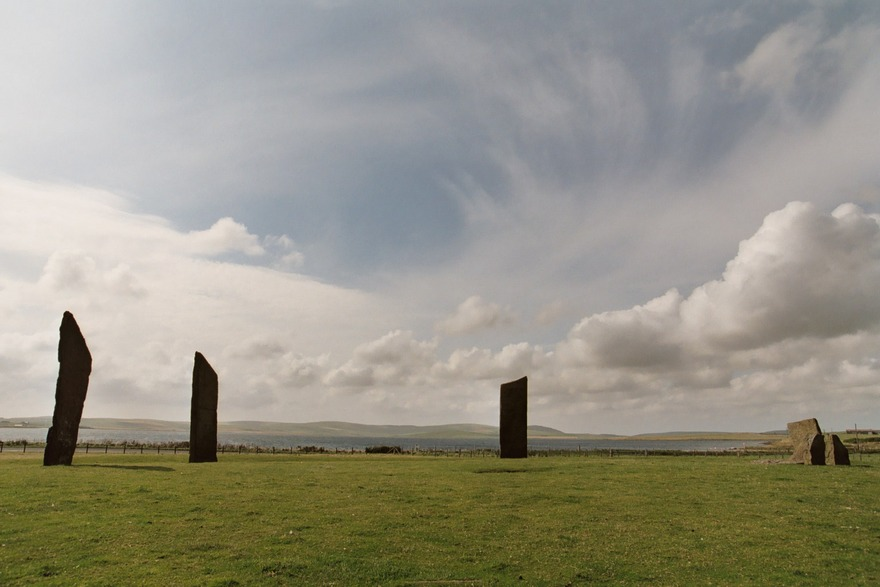

### Documentaire
- Orcades, un pèlerinage néolithique, dans la série Enquêtes archéologiques. France, 2016, 27 min. Réalisation : Agnès Molia, Raphaël Licandro  . Coproduction : ARTE France, diffusé sur arte [présentation en ligne].